# Men's Health
A Men's Health é uma revista mensal estadunidense, com edições próprias em vários países. No Brasil pertence ao grupo SMEdit. Sua primeira edição foi em 2 de maio de 2006 e desde o ano de 2019 sua publicação acontece apenas no formato online digital. A Men's Health é a maior revista do gênero para homens, com 59 edições em todo o mundo, em tiragem mensal de 1,85 milhões e 12 milhões de leitores mensais só nos Esdtados Unidos, onde é recorde de vendas de revistas masculinas em bancas. Tem conteúdo que abrange fitness, nutrição, sexualidade, estilo de vida e outros aspectos da vida dos homens e da saúde.

## História
Lançada em 1987 nos Estados Unidos como uma revista de serviços de saúde orientada pelo editor fundador Mark Bricklin, Men's Health evoluiu em mais de uma revista de estilo de vida para os homens, cobrindo todos os aspectos da vida masculina: saúde, fitness, moda fitness, nutrição, relacionamentos, viagens, tecnologia, moda e das finanças. Stephen Perrine, editorial da revista, ex-diretor de criação, uma vez que resumiu a amplitude da cobertura da revista, afirmou: "Eu não tenho problemas. Eu tenho idéias da história".
David Zinczenko foi o editor-chefe da Men's Health desde 2000. Jack Essig é o editor. Durante este período, a circulação da revista cresceu 30 por cento, e páginas de publicidade têm crescido 80 por cento, de 700 páginas para 1150. Em 2004, começou a colocar na capa celebridades e atletas, exclusivamente, e sem camisas a partir do olhar da capa da década de 1990. Em maio de 2006, a revista publicou uma edição limitada de capa com de Josh Holloway.
Sob a liderança de Zinczenko's, a Men's Health foi nomeada para oitava National Magazine Awards. Ela venceu na categoria de serviço social em 2004, o primeiro para a revista, e para a empresa-mãe Rodale. Foi também nomeado para "Advertising Age" "The List" várias vezes, e à "Adweek's Hot". Em março de 2008, Adweek Zinczenko foi nomeado "Editor do Ano".
No outono de 2007, a revista lançou a iniciativa FitSchools para combater a obesidade infantil. A revista falava saúde, fitness e especialistas em nutrição para as escolas selecionadas de cada ano para refazer a programas de educação física e ofertas de merenda escolar. Gettys Middle School, em Easley, Carolina do Sul, foi o primeiro FitSchool. Na Primavera de 2008, a revista lançou a Fundação FitSchools, uma organização sem fins lucrativos com a missão de ajudar a obesidade infantil final para receber crianças dos Estados Unidos interessados na vida ativa e saudável.

## Críticas
A Revista Men's Health tem sido criticado por sua incansável centrada no desenvolvimento do corpo perfeito, que pode aumentar a ansiedade dos homens sobre seus corpos. Isso pode tornar os homens mais propensos a desenvolver distúrbios alimentares e o compulsivo excesso de exercício.

## Mudanças
No Brasil, em novembro de 2020 o título da revista, passa a pertencer ao grupo SMEdit que relançou a publicação no formato online, através de meios digitais. Já as edições de outras publicações como a Women's Health e Playboy. deixam de ser publicadas no Brasil.